# Château Lascombes
Koordinaten: 45° 2′ 29,1″ N, 0° 41′ 1,8″ W

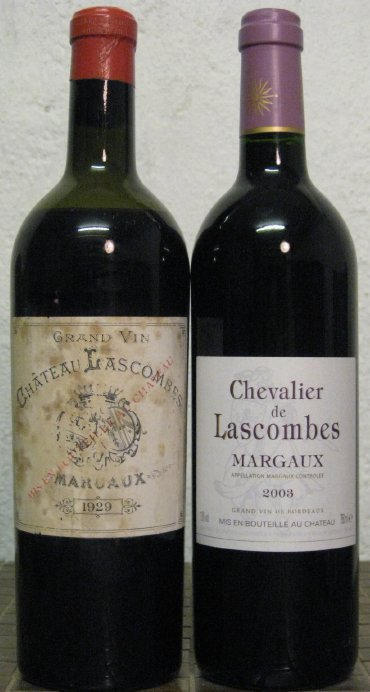
Zwei Flaschen vom Gut Château Lascombes (1929 und 2003)

Château Lascombes ist ein als Deuxième Cru Classé klassifiziertes Weingut in der Gemeinde Margaux im Bordeaux. Das Gut hat eine Größe von 100 Hektar, von denen 84 Hektar mit Wein bestockt sind.
Das Durchschnittsalter der Reben liegt bei 35 Jahren. Die Bestockung ist recht klassisch mit den Rebsorten Merlot (50 %), Cabernet Sauvignon (45 %) und Petit Verdot (5 %). Die Weine reifen ca. 20 Monate in Barriques, die jährlich zu 80 Prozent erneuert werden.
Die Weine haben seit der Übernahme durch Colony Capital im Jahr 2001 einen beachtlichen Qualitätssprung gemacht. Der 2002er Jahrgang erhielt 93 Punkte vom Weinkritiker Robert Parker, der 2003er 92 Punkte, der 2005er sogar 95 Punkte. Michel Rolland ist önologischer Berater.
Jährlich werden ca. 250.000 Flaschen des Erstweins und 70.000 des Zweitweins Chevalier de Lascombes abgefüllt.

## Geschichte
Erste Besitzer waren Mitglieder der Familie Durfort de Duras, die ab dem 12. Jahrhundert in Margaux wohnten. Die Familie führte das Weingut jahrhundertelang, nachdem die ersten Weinflächen im 15. Jahrhundert angelegt wurden, und führte es an die Spitze der Weingüter von Bordeaux. Der Familie gehörte zu jener Zeit auch Château Durfort-Vivens; die Flächen von Lascombes gehörten ursprünglich zu Durfort-Vivens.
Es ist nicht überliefert, auf welchem Weg der 1625 geborene Antoine de Lascombes in den Besitz der Rebflächen kam. Das Weingut ging später an Jean-François de Lascombes, Berater des Parlement de Bordeaux und Mitglied der Académie de Bordeaux über, und kurz darauf an dessen Schwester Anne. Insbesondere Jean-François führte es an die Spitze der Weingüter von Bordeaux. So kann man in der Ausgabe vom 4. April 1838 des Magazins Le Producteur nachlesen, dass die Weine denen des Château Margaux ebenbürtig sind.
Da Anne kinderlos starb, verlor die Familie den Einfluss über das Gut, und in der Folge der Französischen Revolution ging das Gut in Staatsbesitz über. Zuerst übernahm der Weinhändler Nathaniel Johnston das Gut, überließ es jedoch kurz später Fabre. Fabre verkaufte es an die Familie Loraique, die das Gut im Jahr 1844 für 90.000 Francs an Mademoiselle Hué veräußerten. Nach etlichen Jahrzehnten konnte die Familie Hué dem Gut durch kleinere Investitionen neue Impulse verleihen.
Bei der Bewertung der Weingüter von Bordeaux anlässlich der Weltausstellung in Paris 1855 wurde die herausragende Stellung von Lascombes mit dem Rang eines Deuxième Cru Classé gekrönt.
Frau Hués Schwiegersohn verkaufte das Gut an den bekannten Pariser Juristen Gustave Chaix-d’Est-Ange. Er war zeitweise Vorsitzender der Pariser Rechtsanwaltskammer und konnte sich nicht direkt um die Geschicke des Guts kümmern. Dies kam seinen Kindern Jean-François Théophile und Jeanne-Marie zu, die vom Kellermeister Valbord Hugen unterstützt wurden.
1867 wurde das heute bekannte Gutsgebäude gebaut. Jean-François übernahm auch das benachbarte Weingut Château Marquis d’Alesme-Becker. Nach seinem Tod im Jahr 1923 verkaufte sein Adoptivsohn Alesme-Becker an die englischen Familie W. H. Chaplin und gründete 1926 eine Gesellschaft zur Verwaltung des Gutes Lascombes. Mehrheitseigentümer der Gesellschaft war die Weinhändler-Familie Ginestet aus Bordeaux. Durch die Kriegswirren verkam das Gut. 1952 übernahm Alexis Lichine das Weingut nur ein Jahr nach dem Erwerb von Château Prieuré-Lichine. Finanziert wurden seine Aktivitäten durch ein Konsortium amerikanischer Eigentümer. Die finanziellen Mittel ermöglichten erhebliche Investitionen in Weinberg und Weinkeller. Sehr zu seinem Unmut verkaufte das Konsortium im Jahr 1971 das Gut an die englische Brauereigruppe Bass Charrington. Aus jener Zeit stammt die große Bekanntheit des Gutes im englischsprachigen Raum.
Im April 2001 übernahm die amerikanische Gesellschaft Colony Capital (Groupe Lucien Barrière) das Gut und führte ein umfangreiches Investitionsprogramm durch. Im Jahr 2011 wurde das Gut für ca. €200m von MACSF übernommen, einer Versicherung für das Gesundheitswesen.